# Borgo Partenope
Borgo Partenope, anticamente chiamata Torzano (Turzanu in dialetto locale), è uno dei casali cosentini oggi frazione del comune di Cosenza. È situato su una collina a sud-est della città, a 507 metri s.l.m. e conta oggi 174(2024) abitanti.

## Storia
Il periodo storico certo inizia con il X secolo, quando Cosenza venne invasa varie volte dai Saraceni ed i suoi abitanti lasciarono la città per trovare rifugio sulle colline circostanti. 
Sul finire del sec. XII molti abitanti di Vico Turzano avrebbero sostenuto il progetto religioso florense, concepito e spiritualmente  capeggiato dall'abate Gioacchino da Fiore. La chiesa di San Nicola dei Bottuli fu assegnata ai florensi con tutte le sue pertinenze, molto estese, che andavano, verosimilmente, dalla confluenza dei torrenti Ispica e Cardone fino alla Croce di Tignano. 
Nel 1555 vi nacque l'astronomo Rutilio Benincasa, filosofo, matematico e astronomo, autore dell'Almanacco Perpetuo. Alcuni indicano Torzano come luogo di nascita del pittore cinquecentesco Pietro Negroni, anche se più recenti studi accreditano invece a San Marco Argentano.
Durante la sua storia il paese venne danneggiato varie volte da forti terremoti, tra cui quelli del 1184, 1638, 1783, del 1854, e del 1905.
Torzano faceva parte insieme a Sant'Ippolito del comune di Pietrafitta, ma alla fine dell'Ottocento i due paesi diventarono frazioni di Cosenza. Agli inizi del Novecento il paese cambiò nome in "Borgo Partenope", in onore del comitato napoletano che portò aiuti al paese distrutto dal terremoto del 1905.

## Monumenti e luoghi d'interesse
- Il centro storico
- Chiesa di Santa Maria - Edificata secondo la tradizione nel XV secolo.
- Chiesa di San Nicola di Bari - Costruita negli anni venti/trenta del Novecento, dopo che l'antica chiesa parrocchiale era stata distrutta dal terremoto del 1905.
- Chiesa della Madonna di Fatima - Venne affiancata nel 1950 alla chiesa di San Nicola. Fu uno dei primi luoghi di culto nel Sud Italia dedicato alla Madonna di Fátima, ora inagibile a causa del crollo della copertura.

## Società

### Tradizioni e folclore
- Festa patronale - Ogni anno, l'ultima domenica di settembre, si celebra in paese la festa votiva in onore dell'Immacolata. Per l'occasione alle celebrazioni religiose si affiancano i festeggiamenti civili.